# MÁV 319 sorozat
A MÁV 319 sorozat egy szertartályos gőzmozdony sorozat volt, amely eredetileg a Dunai Vasműben tolatószolgálatot teljesített. Miután a Vasmű vasútüzemét átvette a MÁV, saját pályaszámmal látta el. A mozdonyt a VEB Lokomotivbau Karl Marx Potsdam-Bebelsbergi gyára (Karl Marx Mozdonygyártó Népi Vállalat, korábban: Orenstein & Koppel) építette.